# Rue Saint-Hubert (Montréal)
Pour les articles homonymes, voir Rue Saint-Hubert.
La rue Saint-Hubert est une voie de Montréal.

## Situation et accès
Cette rue, d'orientation nord-sud,  qui traverse l'ensemble de l'île de Montréal est située à l'est de la rue Berri.

## Origine du nom
Le premier établissement des restaurants Saint-Hubert fut ouvert sur la rue Saint-Hubert (d'où le nom) en 1951.

## Historique

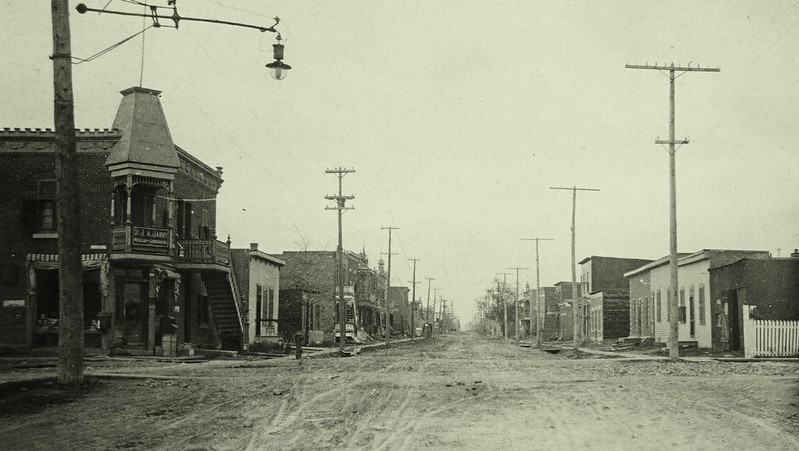
La rue Saint-Hubert, vers le sud, depuis la rue Villeray, vers 1910

Il semble que le terrain pour l'ouverture de cette voie soit cédé par Hubert-Joseph Lacroix (1743-1821) dont la famille s'établit sur cette rue qui sera aménagée officiellement en 1826. Les vastes demeures construites dans la seconde moitié du XIXe siècle, principalement par l'élite canadienne-française, conservent encore à la rue son caractère résidentiel d'origine. 
Cette large artère offrira un espace privilégié pour les manifestations populaires comme le Congrès eucharistique international, en 1910, qui s'y déploie entre les rues Saint-Antoine et Cherrier.  
Très longue, cette rue change de caractère entre le boulevard Rosemont et la rue Jean-Talon, où elle devient la Plaza Saint-Hubert.

## Bâtiments remarquables et lieux de mémoire
- Art Mûr
- Centre d’art daphne